# Tetracheilostoma carlae
Tetracheilostoma carlae – gatunek ślepego węża z podrodziny Epictinae w rodzinie węży nitkowatych (Leptotyphlopidae), odkryty (i sklasyfikowany poprawnie) w 2008 roku na Barbadosie (Małe Antyle) przez doktora Blaira Hedgesa z Uniwersytetu Stanu Pensylwania. W momencie odkrycia opisywany jako najmniejszy wąż (postać dorosła) świata. Uważa się, że gatunek ten zbliżył się do minimalnego limitu długości, do jakiego mogą dojść węże w procesie ewolucji. Nazwa gatunkowa węża jest dedykacją dla żony badacza: Carli Anny Hass.
Do 2008 roku zdołano złapać i zakonserwować trzy okazy tego gatunku. Jeden z eksponatów w latach 1889 i 1893 opisali kolejno Fielden i Boulenger, drugi w 1963 roku Underwood, jednak w obu przypadkach błędnie zakwalifikowano okaz do gatunku Tetracheilostoma bilineatum z Martyniki. Dopiero w 2008 ponownie udało się schwytać oraz poprawnie opisać kolejne dwa okazy Tetracheilostoma carlae. Okazy zebrano spod kamieni na terenie przyległym do małego lasu nieopodal Bonwell oraz niedaleko Codrington College. Oba obszary, położone blisko siebie, leżą w północno-wschodnim Barbados. Przeszukano także inne obszary, ale bez powodzenia.
Przy ponownym katalogowaniu gatunku pojawiły się pewne kontrowersje co do pierwszeństwa odkrycia. Wąż ten okazał się znany rdzennym mieszkańcom Barbadosu już od pewnego czasu.

## Wygląd i biologia

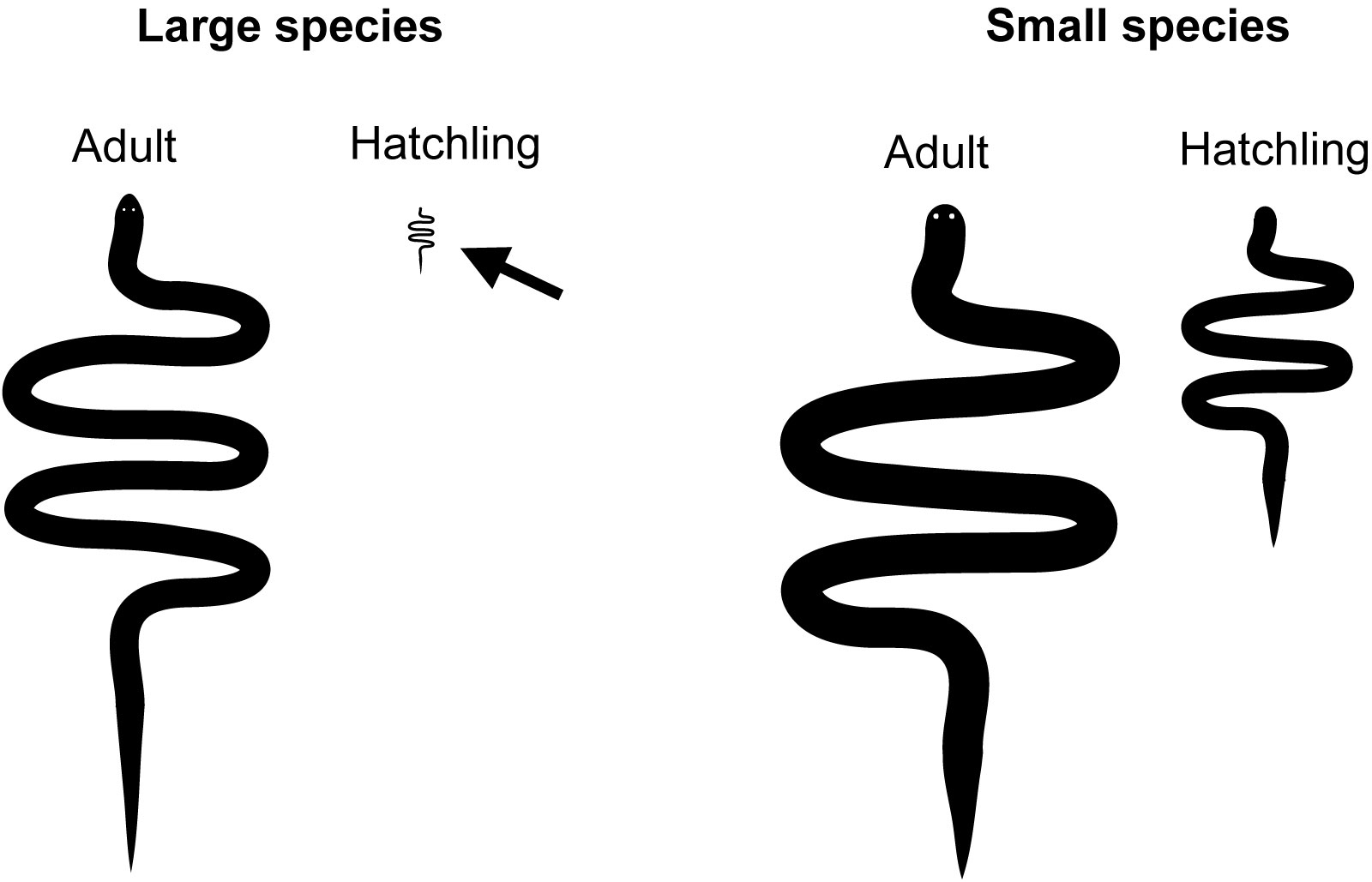
Schemat przedstawiający różnicę w proporcjach młodych i dorosłych osobników dużych węży (po lewej), a odpowiednimi proporcjami takich gatunków, jak Tetracheilostoma carlae (po prawej)

Osobniki dorosłe Tetracheilostoma carlae osiągają długość do 10 cm i ok. 2,5 mm grubości. Kolor ciemnobrązowy do czarnego, z dwiema bladoszaro-żółtymi liniami biegnącymi po grzbietowo-bocznej stronie ciała.
Składają jedno, dość duże (w stosunku do ciała) jajo, z którego wykluwa się młode o około połowę mniejsze niż osobnik dorosły.
Odżywiają się prawdopodobnie mrówkami i termitami (i ich larwami), podobnie jak i inni przedstawiciele rodziny.
Z wyglądu i wymiarów ciała bardzo podobny do ściśle spokrewnionego gatunku Tetracheilostoma breuili, odkrytego podczas tej samej wyprawy.

## Występowanie
Gatunek znaleziono w małym lesie na wschodzie wyspy Barbados i las jest jego pierwotnym siedliskiem. Sądzi się, że jest to gatunek endemiczny dla tego obszaru.

## Zagrożenie
Pomimo tego, że zwyczaje i biologia gatunku nie zostały jeszcze wystarczająco poznane, sądzi się, że gatunek ten może być zagrożony utratą siedlisk. Lasy zajmują tylko około 5–10% wschodnio-centralnego regionu archipelagu, do którego należy Barbados, co stanowi nie więcej niż kilka kilometrów kwadratowych. Dodatkowo obszar ten należy do gęsto zaludnionych. Także wprowadzenie na ten teren ślepuchy wazonkowej (Indotyphlops braminus) może spowodować wypieranie przez niego Tetracheilostoma carlae.
W Czerwonej księdze gatunków zagrożonych IUCN gatunek ten od 2016 roku ma status krytycznie zagrożonego (CR, Critically Endangered).